# Kastanjekronad fnittertrast
Kastanjekronad fnittertrast (Trochalopteron erythrocephalum) är en asiatisk fågel i familjen fnittertrastar inom ordningen tättingar.

## Utseende
Kastanjekronad fnittertrast är en medelstor (24-26 cm), variabel fnittertrast med övervägande olivgrå dräkt. På vingarna syns en lysande gröngul vingpanel, med samma färger på stjärtsidorna. Övre delen av mateln är kraftigt svartfläckad, medan bröstet är fjälligt. På huvudet syns kastanjefärgad panna och nacke, svart på tygel och strupe samt mörkt öga. Underarten nigrimentum (se nedan) har skiffergrå hjässa och grå kind.

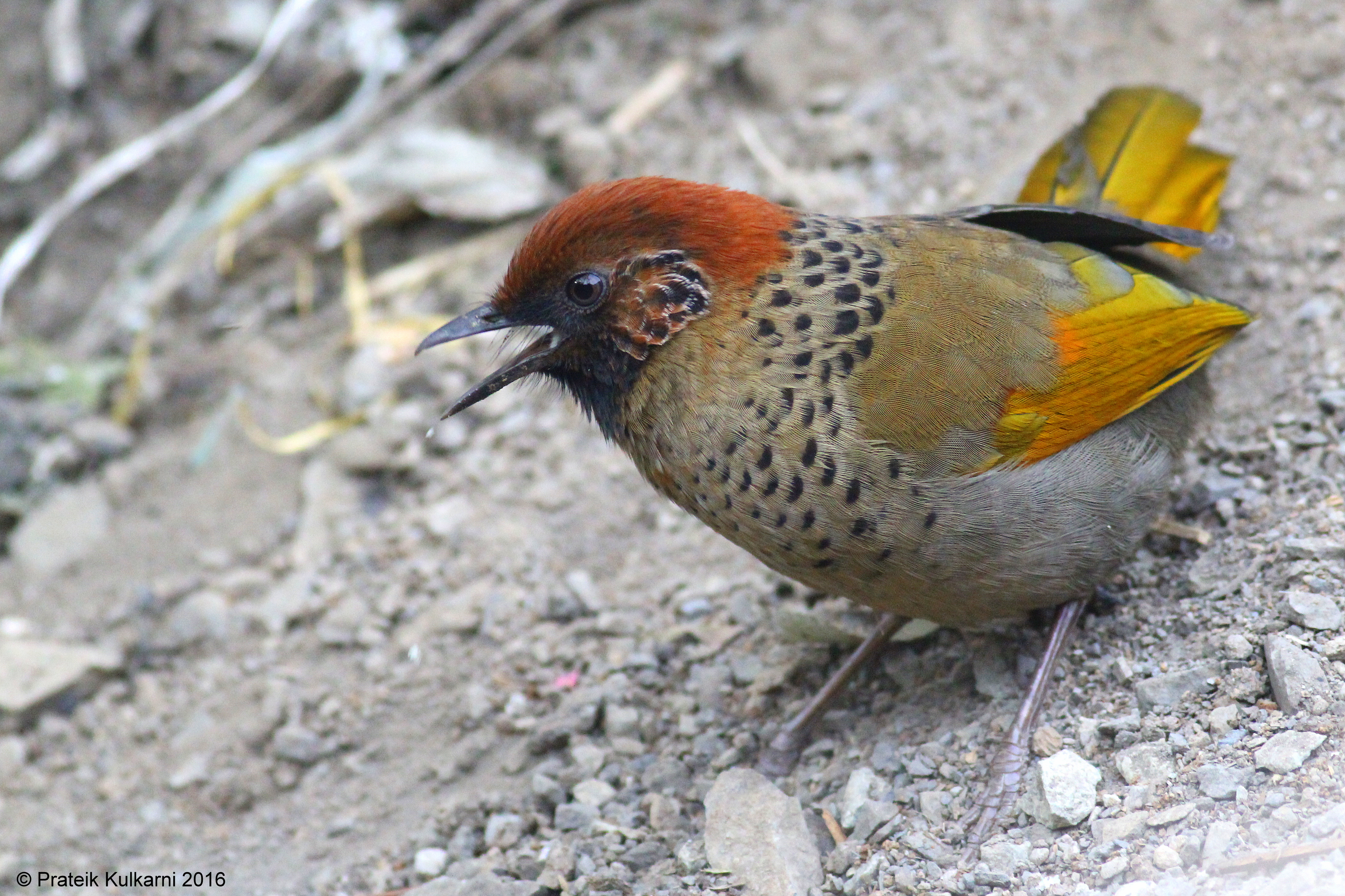

## Läten
Sången beskrivs som kvick, klar och betonad, bestående av en till två kraftigt uppåtböjda och sedan nedåtböjda toner, vanligen med den andra tonen mycket mer utdragen och ljusare. Bland lätena hörs låga spinnande "gnrsh, gnrsh...” eller liknande men torrare raspiga ”krssh”. Även mer intensiva serier med korta och metalliska "kr’r’r’reep!, kr’r’r’reep!”. Uttryckta i kör blandas även ljusa och korta skrin in.

## Utbredning och systematik
Kastanjekronad fnittertrast delas in i tre underarter med följande utbredning:
- Trochalopteron erythrocephalum erythrocephalum – Himalaya i västra Indien (från Himachal Pradesh till Uttar Pradesh)
- Trochalopteron erythrocephalum kali – västra och centrala Nepal
- Trochalopteron erythrocephalum nigrimentum – Himalaya från Nepal till nordöstra Indien (Assam) och sydöstra s from Nepal to northeastern India (Assam) and southeastern Tibet

Tidigare betraktades assamfnittertrast, malackafnittertrast, silverkindad fnittertrast och gråryggig fnittertrast alla vara en del av kastanjekronad fnittertrast och vissa gör det fortfarande.

## Levnadssätt
Kastanjekronad fnittertrast påträffas i undervegetation och bambustånd i städsegrön skog, men även i blandskog och rhododendronsnår, från 1000 till 3400 meters höjd. Den lever av insekter, bär, frön och annat vegetabiliskt material som den födosöker på eller nära marken, i par eller smågrupper, ibland med andra fnittertrastarter.

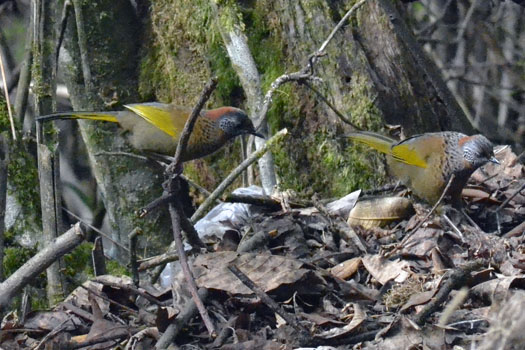

### Häckning
Fågeln häckar från april till oktober. Boet är en stor men prydlig, djup skål av torra löv, gräs och annat dött växtmaterial. Det placeras i ett litet träd, en buske eller i en hängande lian. Den lägger ett till fyra ägg.

## Status
Arten har ett stort utbredningsområde och beståndet anses vara stabilt. Internationella naturvårdsunionen IUCN listar den därför som livskraftig (LC).